# Чемпіонат України з міні-футболу 1992
Чемпіонат України з міні-футболу 1992 — третій чемпіонат України, в якому переможцем стала запорізька «Надія» під керівництвом Юрія Пешехонова і Юрія Арестенка.

## Учасники
Порівняно з попереднім чемпіонатом команд стало більше, а саме 13. Була представлена центральна, східна і південна Україна.
| - «Авангард» (м. Монастирище, Черкаська область) - «Вогнетривник» (м. Красногорівка, Донецька область) - «ДХТІ» (Дніпропетровськ) - «Інтурист» (Запоріжжя) - «Іскра» (Луганськ) - «Маяк» (Харків) - «Механізатор» (Дніпропетровськ) | - «Надія» (Запоріжжя) - «Орбіта» (Запоріжжя) - «Синтез» (м. Кременчук, Полтавська область) - «Супутник» (Херсон) - «Точприлад» (Харків) - «Фотоприлад» (Черкаси) |

## Регіональний розподіл
| Регіон                   | Кіл-ть команд | Команди                 |
| ------------------------ | ------------- | ----------------------- |
| Запорізька область       | 3             | Інтурист, Надія, Орбіта |
| Дніпропетровська область | 2             | ДХТІ, Механізатор       |
| Харківська область       | 2             | Маяк, Точприлад         |
| Черкаська область        | 2             | Авангард, Фотоприлад    |
| Донецька область         | 1             | Вогнетривник            |
| Луганська область        | 1             | Іскра                   |
| Полтавська область       | 1             | Синтез                  |
| Херсонська область       | 1             | Супутник                |

## Перший етап

### Турнірна таблиця
| М  | Команда                         | І  | В  | Н | П  | М     | О  |
| -- | ------------------------------- | -- | -- | - | -- | ----- | -- |
| 1  | «Надія» (Запоріжжя)             | 12 | 11 | 1 | 0  | 59-20 | 23 |
| 2  | «Механізатор» (Дніпропетровськ) | 12 | 10 | 0 | 2  | 58-23 | 20 |
| 3  | «Орбіта» (Запоріжжя)            | 12 | 8  | 2 | 2  | 51-27 | 18 |
| 4  | «ДХТІ» (Дніпропетровськ)        | 12 | 8  | 2 | 2  | 38-24 | 18 |
| 5  | «Фотоприлад» (Черкаси)          | 12 | 8  | 1 | 3  | 36-26 | 17 |
| 6  | «Маяк» (Харків)                 | 12 | 7  | 2 | 3  | 43-26 | 16 |
| 7  | «Точприлад» (Харків)            | 12 | 4  | 1 | 7  | 39-54 | 9  |
| 8  | «Іскра» (Луганськ)              | 12 | 4  | 0 | 8  | 41-46 | 8  |
| 9  | «Вогнетривник» (Красногорівка)  | 12 | 4  | 0 | 8  | 28-47 | 8  |
| 10 | «Інтурист» (Запоріжжя)          | 12 | 3  | 1 | 8  | 17-44 | 7  |
| 11 | «Синтез» (Кременчук)            | 12 | 2  | 1 | 9  | 31-54 | 5  |
| 12 | «Супутник» (Херсон)             | 12 | 2  | 1 | 9  | 19-51 | 5  |
| 13 | «Авангард» (Монастирище)        | 12 | 1  | 0 | 11 | 14-33 | 2  |

## Другий етап

### Турнірна таблиця
| М  | Команда                         | І  | В  | Н | П  | М     | О  |
| -- | ------------------------------- | -- | -- | - | -- | ----- | -- |
| 1  | «Надія» (Запоріжжя)             | 17 | 15 | 1 | 1  | 83-31 | 31 |
| 2  | «Механізатор» (Дніпропетровськ) | 17 | 15 | 0 | 2  | 89-31 | 30 |
| 3  | «Орбіта» (Запоріжжя)            | 17 | 11 | 2 | 4  | 59-39 | 24 |
| 4  | «ДХТІ» (Дніпропетровськ)        | 17 | 10 | 2 | 5  | 51-40 | 22 |
| 5  | «Маяк» (Харків)                 | 17 | 8  | 2 | 7  | 56-46 | 18 |
| 6  | «Фотоприлад» (Черкаси)          | 17 | 8  | 1 | 8  | 44-55 | 17 |
| 7  | «Точприлад» (Харків)            | 12 | 4  | 1 | 7  | 39-54 | 9  |
| 8  | «Іскра» (Луганськ)              | 12 | 4  | 0 | 8  | 41-46 | 8  |
| 9  | «Вогнетривник» (Красногорівка)  | 12 | 4  | 0 | 8  | 28-47 | 8  |
| 10 | «Інтурист» (Запоріжжя)          | 12 | 3  | 1 | 8  | 17-44 | 7  |
| 11 | «Синтез» (Кременчук)            | 12 | 2  | 1 | 9  | 31-54 | 5  |
| 12 | «Супутник» (Херсон)             | 12 | 2  | 1 | 9  | 19-51 | 5  |
| 13 | «Авангард» (Монастирище)        | 12 | 1  | 0 | 11 | 14-33 | 2  |